# I-14 (tàu ngầm Nhật)
I-14 là một tàu ngầm lớp Type A (巡潜甲型潜水艦 Junsen Kō-gata sensuikan) được Hải quân Đế quốc Nhật Bản chế tạo trong giai đoạn cuối Chiến tranh Thế giới thứ hai, thuộc phân lớp Type A Cải tiến 2 (Type AM). Được thiết kế như một tàu sân bay ngầm, nó nhập biên chế vào tháng 3 1944 và đầu hàng vào tháng 8 năm đó. I-14 bị đánh chìm như một mục tiêu vào tháng 5, 1946.

## Thiết kế và chế tạo

### Thiết kế
Những phân lớp Type A1 và Type A2 dẫn trước đều là những tàu sân bay ngầm, có thể vận hành một thủy phi cơ trinh sát đồng thời được trang bị để hoạt động như soái hạm của hải đội tàu ngầm. Type AM là một phiên bản của Type A2, nhưng các thiết bị chỉ huy được thay thế bằng hầm chứa máy bay lớn hơn, đủ chỗ mang hai thủy phi cơ Chúng có trọng lượng choán nước 3.661 tấn (3.603 tấn Anh) khi nổi và 4.838 tấn (4.762 tấn Anh) khi lặn, lườn tàu có chiều dài 113,7 m (373 ft 0 in), mạn tàu rộng 11,7 m (38 ft 5 in) và mớn nước sâu 5,9 m (19 ft 4 in). Con tàu có thể lặn sâu đến 100 m (328 ft), và có một thủy thủ đoàn đầy đủ bao gồm 108 sĩ quan và thủy thủ.
Type AM trang bị hai động cơ diesel Kampon Mk.22 Model 10 công suất 2.200 mã lực phanh (1.641 kW), mỗi chiếc vận hành một trục chân vịt. Khi lặn, mỗi trục được vận hành bởi một động cơ điện công suất 300 mã lực (224 kW). Khi di chuyển trên mặt nước nó đạt tốc độ tối đa 16,75 hải lý trên giờ (31,02 km/h; 19,28 mph) và 5,5 hải lý trên giờ (10,2 km/h; 6,3 mph) khi lặn dưới nước, tầm xa hoạt động 21.000 hải lý (39.000 km; 24.000 mi) ở tốc độ 16 hải lý trên giờ (30 km/h; 18 mph), và có thể lặn xa 60 nmi (110 km; 69 mi) ở tốc độ 3 hải lý trên giờ (5,6 km/h; 3,5 mph).
Type AM có sáu ống phóng ngư lôi 53,3 cm (21,0 in), tất cả được bố trí trước mũi, và mang theo tổng cộng 12 quả ngư lôi Kiểu 95. Vũ khí trên boong tàu bao gồm khẩu hải pháo 14 cm (5,5 in) đặt phía sau tháp chỉ huy, và hai khẩu đội pháo phòng không 25 mm Type 96 ba nòng cùng một khẩu nòng đơn. Hầm chứa máy bay được mở rộng để chứa hai thủy phi cơ ném bom Aichi M6A1 Seiran, máy phóng máy bay được bố trí hướng ra phía trước, giúp máy bay tận dụng tốc độ hướng ra trước của con tàu khi được phóng lên. Hai cần cẩu xếp lại được bố trí trên boong phía trước dùng để thu hồi máy bay.

### Chế tạo
I-14 được đặt lườn như là chiếc Tàu ngầm số 5091 tại xưởng tàu của hãng Kawasaki ở Kobe vào ngày 18 tháng 5, 1943. Nó được đổi tên thành I-14 đồng thời được hạ thủy cùng vào ngày rồi được hạ thủy vào ngày 14 tháng 3, 1944, rồi hoàn tất và nhập biên chế vào ngày 14 tháng 3, 1945, dưới quyền chỉ huy của Trung tá Hải quân Shimizu Tsuruzo.

## Lịch sử hoạt động
Vào lúc nhập biên chế, I-14 được phối thuộc cùng Quân khu Hải quân Sasebo và được điều động về Đội tàu ngầm 1 trực thuộc Đệ Lục hạm đội. Nó rời Kobe vào ngày 14 tháng 3, 1945 để đi sang Kure, đến nơi vào ngày hôm sau. Nó đang hiện diện tại Kure khi Lực lượng Đặc nhiệm 58 thuộc Đệ Ngũ hạm đội Hoa Kỳ tung ra đợt không kích xuống căn cứ này vào ngày 19 tháng 3. Khoảng 240 máy bay xuất phát từ các tàu sân bay USS Essex, USS Intrepid, USS Hornet, USS Wasp, USS Hancock, USS Bennington và USS Belleau Wood đã tham gia cuộc tấn công, nhưng I-14 đã thoát được mà không bị hư hại.
Sau khi Không Lực 20 Hoa Kỳ tiến hành cuộc ném bom hàng loạt quy mô lớn xuống Tokyo vào đêm 9-10 tháng 3, Bộ chỉ huy Đệ Lục hạm đội đề xuất một chiến dịch ném bom trả đủa xuống San Francisco, California bởi các thủy phi cơ Aichi M6A1 Seiran xuất phát từ các tàu ngầm thuộc Đội tàu ngầm 1. Tuy nhiên vào tháng 4, Phó Tổng tham mưu trưởng Hải quân Nhật Bản, Phó đô đốc Jisaburō Ozawa, đã từ chối đề xuất này.
Vào cuối tháng 5, I-14 cùng các tàu ngầm khác thuộc Đội tàu ngầm 1 (I-13, I-400 và I-401) được trang bị ống hơi. Đến ngày 27 tháng 5, I-13 và I-14 rời Kure để đi sang căn cứ hải quân Chikai (nay là Jinhae-gu), Triều Tiên để tiếp nhiên liệu, rồi quay trở về Nhật Bản, đi đến vịnh Nanao gần Takaoka tại bờ biển phía Tây Honshū vào ngày 2 tháng 6.

### Chiến dịch kênh đào Panama
I-400 và I-401 sau đó gia nhập cùng I-14 và I-13 trong vịnh Nanao, và sau đó còn có sáu thủy phi cơ Aichi M6A1 Seiran thuộc Không đoàn Hải quân 631 đặt căn cứ tại Kure đến nơi vào ngày 4 tháng 6 sau một chặng dừng tại Fukuyama. Các tàu ngầm và máy bay bắt đầu huấn luyện từ ngày 6 tháng 6, thực hành tấn công ban đêm nhằm chuẩn bị cho một chiến dịch không kích xuống kênh đào Panama. Theo kế hoạch này, các tàu ngầm sẽ phóng mười thủy phi cơ Aichi M6A1 thả ngư lôi và bom nhằm phá hủy âu tàu tại hồ Gatun, khiến hồ cạn nước và kênh đào sẽ bị tắc nghẽn trong nhiều tháng. Trong quá trình huấn luyện, một ê-kíp thành thạo sẽ chuẩn bị một thủy phi cơ trong vòng bảy phút, và mỗi tàu ngầm sẽ lắp ráp, tiếp nhiên liệu và vũ khí rồi phóng cả ba thủy phi cơ trong vòng 45 phút.
Trong khi Đội tàu ngầm 1 còn đang huấn luyện tại vịnh Nanao, sự kháng cự của lực lượng Nhật Bản tại Okinawa sắp bị dập tắt hoàn toàn, cũng như cường độ của các đợt không kích của tàu sân bay Hoa Kỳ xuống chính quốc Nhật Bản ngày càng gia tăng, Đại bản doanh Nhật Bản quyết định hủy bỏ Chiến dịch ném bom kênh đào Panama vào ngày 12 tháng 6, để sử dụng số tàu ngầm và máy bay này tấn công khu vực neo đậu hạm đội Đồng Minh tại Ulithi thuộc quần đảo Caroline.  Đội tàu ngầm 1 hoàn tất việc huấn luyện vào ngày 19 tháng 6, và sang ngày hôm sau, I-14 cùng I-13 lên đường đi Maizuru, đến nơi vào ngày 22 tháng 6. Tại đây nó được sửa chữa vòng bi đệm trục chân vịt.

### Chiến dịch Hikari
Lúc 13 giờ 25 phút ngày 25 tháng 6, Hạm đội Liên hợp ra quyết định tiến hành Chiến dịch Arashi để tấn công Ulithi. I-13 và I-14 được lệnh vận chuyển hai máy bay trinh sát Nakajima C6N1 Saiun được tháo rời và đóng thùng đến căn cứ Truk tại quần đảo Caroline vào cuối tháng 7. Những chiếc C6N1 sẽ được lắp ráp lại tại Truk, rồi theo kế hoạch của Chiến dịch Hikari sẽ tiến hành trinh sát Ulithi, ghi nhận sự hiện diện và vị trí của các tàu sân bay và tàu chở quân Đồng Minh. Căn cứ vào thông tin tình báo này, I-400 và I-401 sau đó sẽ phóng tổng cộng sáu thủy phi cơ M6A1 để tấn công tàu bè Đồng Minh vào ngày 17 tháng 8, trong một đợt tấn công ban đêm vào lúc trăng tròn, mỗi chiếc được trang bị một quả bom 800 kg (1.764 lb). Sau đợt tấn công các thủy phi cơ sẽ hạ cánh gần các tàu ngầm để cứu vớt các đội bay, rồi I-13, I-14, I-400 cùng I-401 sẽ đi đến Singapore, nơi mười chiếc M6A1 mới sẽ được đưa lên tàu sẵn sàng cho nhiệm vụ tiếp theo.
Vào ngày 2 tháng 7, 1945, I-14 khởi hành từ Maizuru để cùng tàu ngầm I-13 hướng sang căn cứ hải quân Ōminato ở phía cực Bắc đảo Honshū, nơi họ sẽ chất lên tàu hai máy bay C6N1 được đóng thùng, rồi lên đường hướng sang căn cứ Truk để bắt đầu Chiến dịch Hikari. I-13 đi đến Ōminato vào ngày 4 tháng 7, nhưng I-14 tiếp tục gặp trục trặc vòng bi đệm trục chân vịt nên chỉ đến nơi hai ngày sau đó, và buộc phải đi vào ụ tàu tại Ōminato để sửa chữa. Do công việc sửa chữa này mất gần hai tuần, nên I-13 phải lên đường trước vào ngày 11 tháng 7 với hai máy bay C6N1 được đóng thùng trên tàu và hướng sang Truk. I-13 mất liên lạc với căn cứ kể từ đó, và nó bị đánh chìm trên đường đi sang Truk vào ngày 16 tháng 7.
Trong khi I-14 được sửa chữa, máy bay từ tàu sân bay Hoa Kỳ đã tấn công căn cứ Ōminato, nhưng nó đã kịp lặn xuống né tránh nên không bị hư hại. Sau khi công việc hoàn tất, nó chất lên tàu hai máy bay C6N1 đóng trong thùng, rồi lên đường vào ngày 17 tháng 7. Vào ngày I-14 rời Ōminato, Đơn vị Vô tuyến Hạm đội, Melbourne (FRUMEL: Fleet Radio Unit, Melbourne), một đơn vị tình báo tín hiệu đặt căn cứ tại Melbourne, Australia, đã giải mã được bức điện của I-14 nên dự đoán được hành trình và điểm đến của chiếc tàu ngầm đối phương. Dù vậy, I-14 vẫn né tránh được lực lượng đối phương cho đến ngày 30 tháng 7, khi nó bị tàu chiến Hoa Kỳ phát hiện trong Thái Bình Dương về phía Đông quần đảo Mariana. Nhiều tàu khu trục Hoa Kỳ được tung ra để truy lùng I-14, buộc nó phải lặn trong suốt 35 giờ. Khi đã cạn kiệt điện năng trong ắc-quy lẫn không khí, nó buộc phải trồi lên độ sâu kính tiềm vọng và sử dụng ống hơi để vận hành động cơ diesel; may mắn không bị phát hiện, nó tách xa khỏi các tàu đối phương đang truy đuổi.
Vào ngày 3 tháng 8, khi còn cách Truk 150 nmi (280 km) về phía Đông Bắc, I-14 dò được âm thanh, và sau đó nhìn thấy nhiều tàu săn ngầm đối phương lúc 03 giờ 30 phút. Chiếc tàu ngầm buộc phải đổi hướng để lẫn tránh. Sau khi đi đến Truk lúc 17 giờ 30 ngày hôm sau, nó chất dỡ hai máy bay C6N1 để lắp ráp trên bờ, rồi chuẩn bị cho hành trình quay trở về Nhật Bản. Đến ngày 6 tháng 8, mệnh lệnh được thay đổi và I-14 đi đến Singapore. Tuy nhiên I-14 chưa kịp rời Truk khi Nhật hoàng Hirohito công bố kết thúc cuộc xung đột vào ngày 15 tháng 8. Đến 21 giờ 00 ngày 18 tháng 8, Bộ chỉ huy Đệ Lục hạm đội ra lệnh cho Đội tàu ngầm 1 hủy bỏ Chiến dịch Hikari, và các tàu ngầm I-14, I-400 và I-401 phải phóng bỏ máy bay, ngư lôi, đạn dược, hủy bỏ tài liệu và treo cờ đen đầu hàng, rồi hướng sang Hong Kong để quay trở về Nhật Bản. Chỉ huy của I-14, Trung tá Hải quân Tsuruzo Shimizu, có ý định đi đến Singapore sau khi ghé đến Hong Kong với hy vọng sẽ tiếp tục chiến đấu, nhưng nó không có đủ nhiên liệu cho hành trình đi đến Singapore.

### Sau chiến tranh
I-14 rời Truk vào ngày 18 tháng 8 để quay trở về Nhật Bản, treo cờ đen đầu hàng, và đang ở giữa Thái Bình Dương về phía Đông đảo Honshū tại tọa độ 37°38′B 144°52′Đ / 37,633°B 144,867°Đ vào ngày 27 tháng 8, khi nó bị máy bay tuần tra thuộc Lực lượng Đặc nhiệm 38 Hải quân Mỹ phát hiện. Trong ngày hôm đó, nó đầu hàng các tàu khu trục USS Murray và USS Dashiell ở vị trí 227 nmi (420 km) về phía Đông Bắc Tokyo. Một đội đổ bộ từ Murray đã đổ bộ lên I-14 và tiếp nhận đầu hàng khi nhận kiếm katana từ các sĩ quan Nhật, và sau đó Murray hộ tống cho I-14 hướng về vịnh Sagami. Sang ngày hôm sau 28 tháng 8, tàu hộ tống khu trục USS Bangust đến thay phiên cho Murray áp giải I-14, và một thủy thủ đoàn khung của Bangust đã tiếp quản vận hành chiếc tàu ngầm, trong khi thủy thủ đoàn Nhật Bản bị bắt giữ như tù binh chiến tranh trên chiếc Bangust.
Khi được áp giải về đến vịnh Sagami lúc 09 giờ 55 phút ngày 29 tháng 8, I-14 neo đậu cặp bên mạn tàu tiếp liệu tàu ngầm Hoa Kỳ USS Proteus, bên ngoài chiếc I-400 vốn đã đầu hàng trước đó. Trong ngày hôm đó, I-400, I-14 và Proteus chuyển đến vịnh Tokyo, rồi neo đậu tại căn cứ tàu ngầm ở Yokosuka, có I-401 gia nhập vào ngày 31 tháng 8. Tên của I-14 được cho rút khỏi đăng bạ hải quân vào ngày 15 tháng 9, 1945. I-14 rời Yokosuka 1 tháng 11, cùng với I-400 và I-401, tất cả đều do thủy thủ Hoa Kỳ vận hành, để đi sang Sasebo, dưới sự hộ tống của tàu cứu hộ tàu ngầm USS Greenlet (ASR-10), họ đi đến Sasebo cùng ngày hôm đó.
Dưới quyền chỉ huy của Trung tá Hải quân John S. McCain Jr., I-14 cùng với I-400 và I-401 rời Sasebo vào ngày 11 tháng 12 dưới sự hộ tống của Greenlet để đi sang quần đảo Hawaii. Hải đội có các chặng dừng tại Apra Harbor, Guam từ ngày 18 đến ngày 21 tháng 12, tại Eniwetok thuộc quần đảo Marshall, và tại Kwajalein trong các ngày 26 và 27 tháng 12 để tiếp nhiên liệu và lương thực. Họ có dịp mừng năm mới 1946 hai lần ở phía Tây và phía Đông đường đổi ngày quốc tế, trước khi đi đến Trân Châu Cảng vào ngày 6 tháng 1, 1946. Vào ngày 16 tháng 1, I-14 và I-401 tiến hành thử nghiệm radar phối hợp cùng tàu ngầm Hoa Kỳ USS Steelhead.

### Bị loại bỏ
Khi mối quan hệ với Liên Xô sau chiến tranh ngày càng xấu đi, Hoa Kỳ lo ngại phía Liên Xô đòi hỏi quyền tiếp cận các tàu ngầm Nhật Bản bị chiếm theo như thỏa thuận trước đó, nhằm thu thập những thông tin hữu ích về thiết kế tàu ngầm tiên tiến của Nhật Bản. Hải quân Hoa Kỳ quyết định đánh chìm mọi tàu ngầm Nhật Bản chiếm được vào ngày 26 tháng 3, 1946. Vì vậy tàu ngầm Hoa Kỳ USS Bugara đã đánh chìm I-14 như một mục tiêu thực hành nhằm thử nghiệm kíp nổ ngư lôi Mark 10 Mod 3 ngoài khơi Trân Châu Cảng, tại tọa độ 21°13′B 158°08′T / 21,217°B 158,133°T, vào ngày 28 tháng 5, 1946.